# La congiura dei rinnegati
La congiura dei rinnegati (Return of the Frontiersman) è un film del 1950 diretto da Richard L. Bare.
È un film western statunitense con Gordon MacRae, Julie London e Rory Calhoun.

## Produzione
Il film, diretto da Richard L. Bare su una sceneggiatura e un soggetto di Edna Anhalt, fu prodotto da Saul Elkins per la Warner Bros. Il film doveva originariamente essere diretto da Ray Enright. Alexis Smith rifiutò di prendere parte al cast nel ruolo di Janie Martin.

## Colonna sonora
- Underneath a Western Sky - musica di M.K. Jerome, parole di Jack Scholl

## Distribuzione
Il film fu distribuito con il titolo Return of the Frontiersman negli Stati Uniti dal 24 giugno 1950 al cinema dalla Warner Bros.
Altre distribuzioni:
- negli Stati Uniti il 19 maggio 1950 (première)
- negli Stati Uniti il 9 giugno 1950 (New York City, New York)
- in Finlandia il 2 marzo 1951 (Preerian sankarit)
- in Svezia il 5 marzo 1951 (Razzia i vildmarken)
- in Portogallo il 22 gennaio 1952 (Resgate de Honra)
- nelle Filippine il 18 settembre 1952
- in Austria nel dicembre del 1957 (Fahr' zur Hölle)
- in Germania Ovest nel dicembre del 1957 (Fahr' zur Hölle)
- in Brasile (Resgate de Honra)
- in Spagna (El regreso del pionero)
- in Grecia (Ena colt gia ton serifi)
- in Belgio (Le cavalier au masque)
- in Italia (La congiura dei rinnegati)